# Kościół ewangelicko-augsburski w Olecku
Kościół ewangelicko-augsburski w Olecku – kościół luterański, który znajdował się w Olecku w województwie warmińsko-mazurskim na wzgórzu kościelnym pośrodku rynku. Zniszczony podczas II wojny światowej.

## Historia
Kościół został zbudowany w końcu XVII wieku. Miał długość 29 metrów i szerokość 13 metrów. Posiadał trójkondygnacyjną wieżę o wymiarach 9 metrów, ozdobioną ostrymi łukami i nakrytą dachem konstrukcji namiotowej. W 1945 roku został spalony przez wojska sowieckie. W 1954 ruiny świątyni rozebrano.
Na miejscu świątyni w latach 1984-1990 wybudowano kościół pod wezwaniem Najświętszej Maryi Panny Królowej Polski.